# Accademia di rompipalle
Accademia di rompipalle è un film del 1983 diretto da Rafal Zielinski.
Il film è una commedia sexy adolescenziale ispirata al successo di Porky's.

## Trama
Anni '60. Cinque ragazzi della Taft and Adams High School cercano di vedere il seno nudo di Purity Bush, la ragazza più bella della scuola. Dopo essere stati scoperti, rimproverati e mandati in punizione dal preside, i giovani progettano di vendicarsi.

## Versione alternativa
La versione originale canadese del film termina con l'attrice Linda Speciale che canta l'inno nazionale canadese "O Canada", mentre nella versione statunitense del film canta l'inno americano "The Star-Spangled Banner".

## Produzione
Jim Wynorski ha disegnato il poster del film traendo ispirazione dalla rivista MAD. Linda Shayne ha posato per il personaggio femminile del poster.

## Accoglienza

### Botteghini
Girato con un budget stimato di 800.000 dollari, il film ne incassò in totale ai botteghini 2.082.215.

### Critica
La rivista Variety ha definito il film "una versione povera di Porky’s... pieno di esuberanza giovanile e che si rivela assolutamente indolore da guardare, ma che è così vicino nella premessa del suo modello che i confronti negativi non possono fare a meno di essere individuati." Su Metacritic il film ha un punteggio di 34 su 100 basato su 7 recensioni.

## Citazioni cinematografiche
- Il poster del film La donna vespa è appeso al muro nel ristorante frequentato dai protagonisti.
- Il film trasmesso al drive-in è La rivolta delle gladiatrici.

## Seguiti
Il film ha avuto due seguiti: Fuori di testa (1985) e Che fatica ragazzi! (1988).